# ヴィヴァンディエール

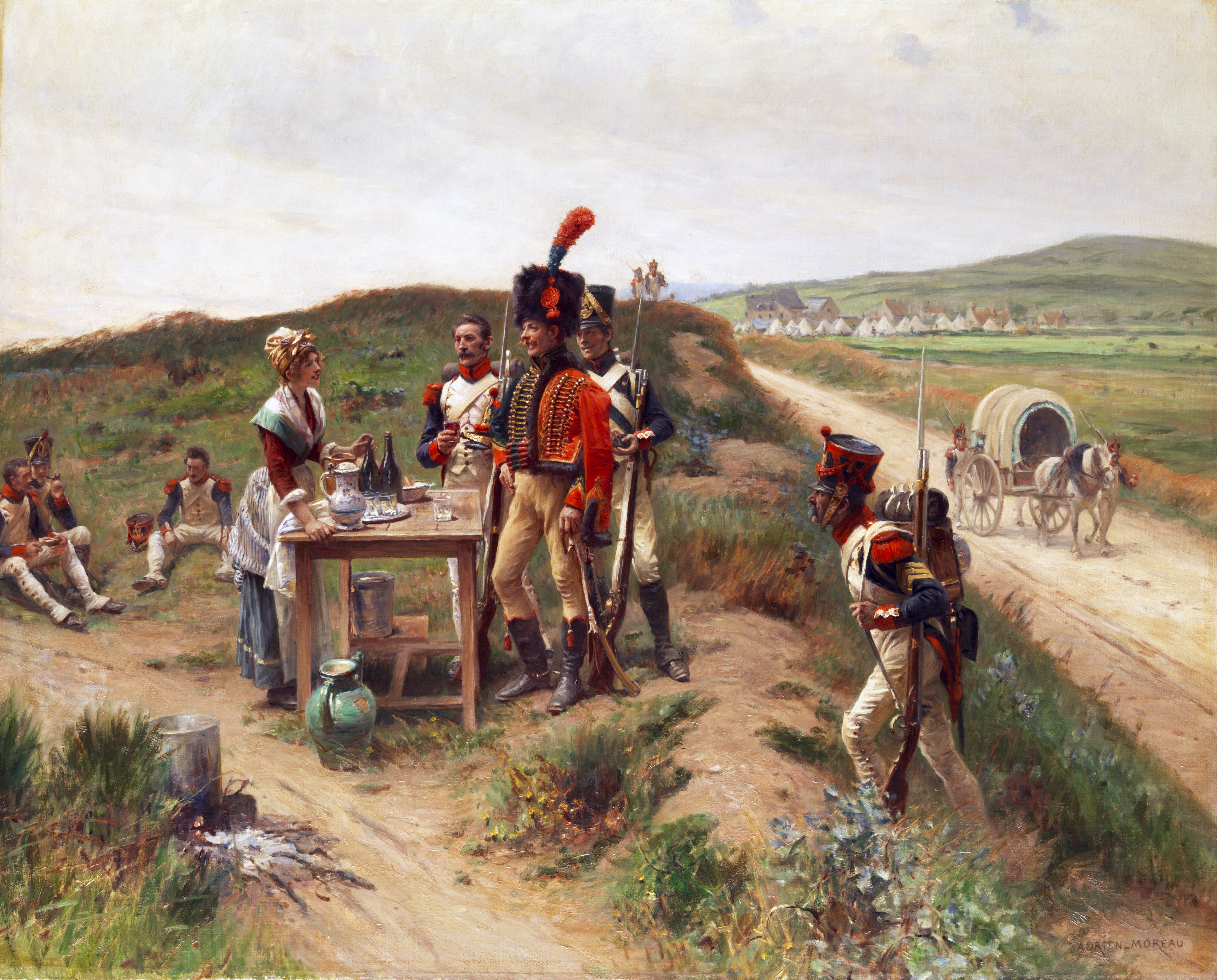
擲弾兵と軽騎兵とヴィヴァンディエール

ヴィヴァンディエール（仏: Vivandière）とは、フランス軍連隊に従軍した女性酒保商人、従軍商隊女性のこと。部隊にワインを販売したり、部隊内の酒保（カフェテリア）で業務を行った。ヴィヴァンディエールという言葉は、アメリカ合衆国、スペイン、イタリア、イギリスでも使われた。Canteen（カフェテリア）に因んでカンティネエール（Cantinière）ともいう。

## 概要
第一次世界大戦初期まで主にフランス軍にみられたが、その後各国の軍に広まった。アメリカの南北戦争や、スペイン、イタリア、ドイツ、スイス、南アフリカでもヴィヴァンディエール（女性酒保商人）は存在した

## フランス

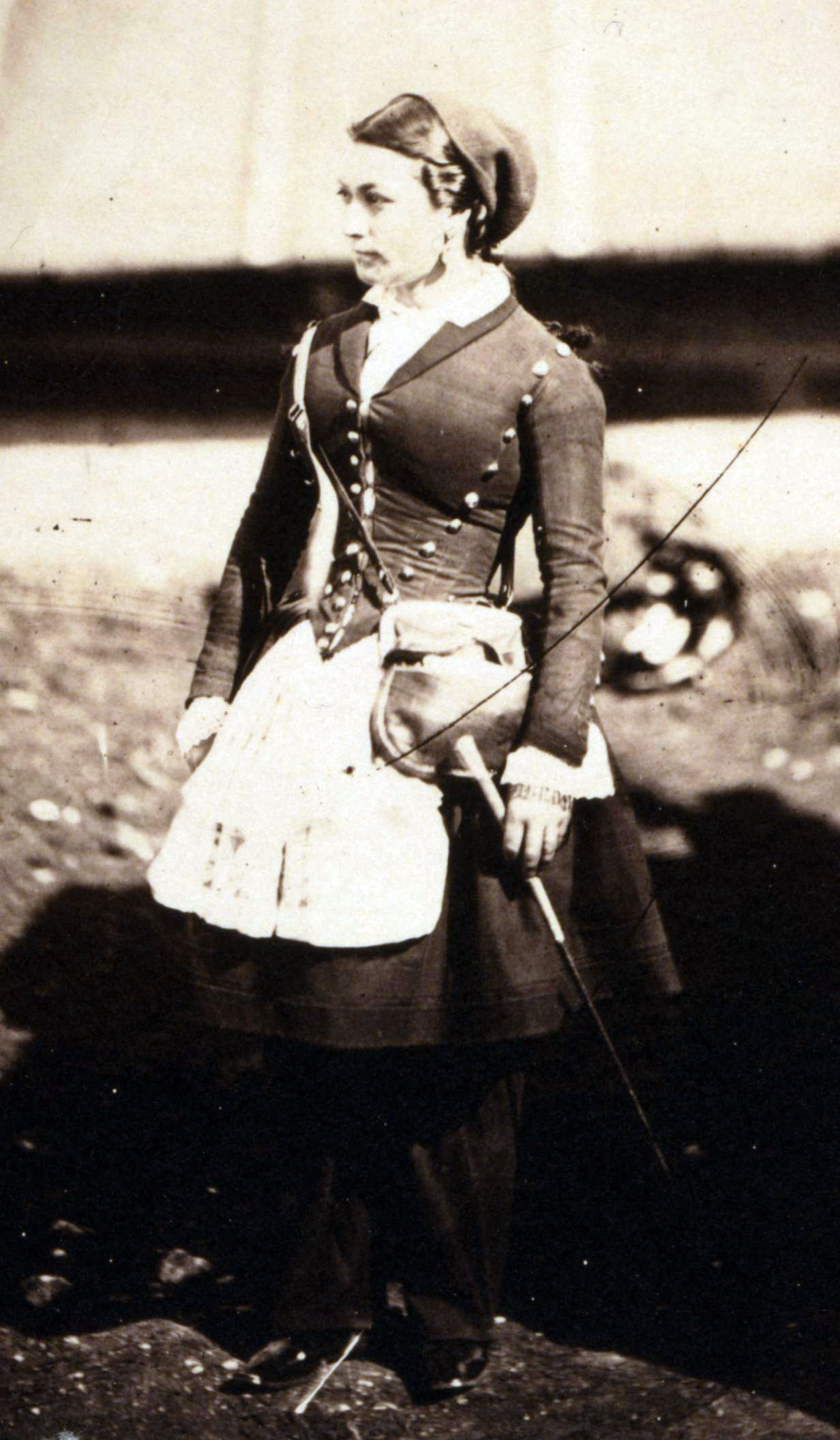
クリミア戦争のヴィヴァンディエール。1855年

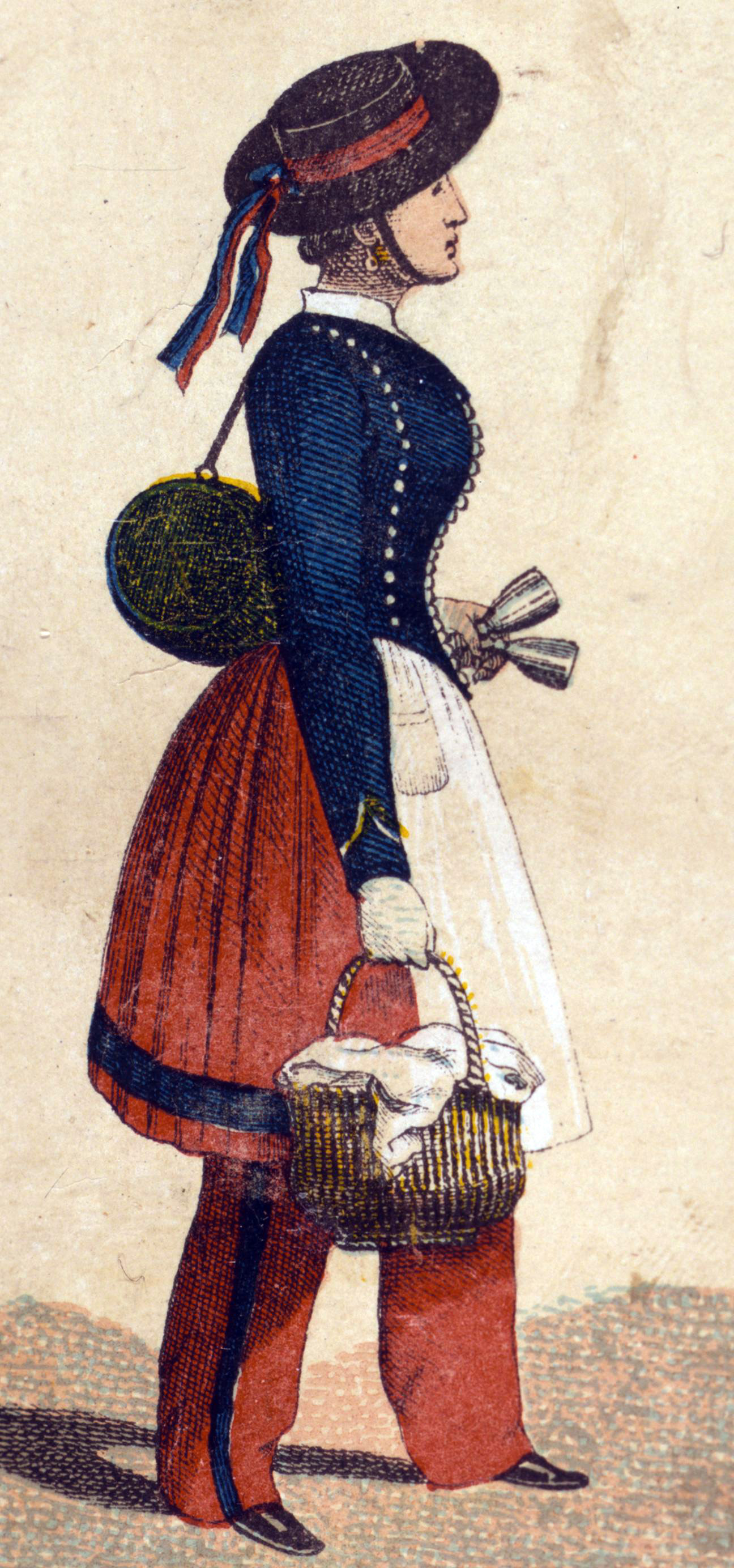
1853年のカンティネエールが描かれたシガレットカード

ヴィヴァンディエール（女性酒保商人）の発祥は正確には不明であるが、兵士の妻が従軍したことが発祥ともいわれる。1700年以前には、軍の部隊では兵士の数よりも妻や子どもの方が多かったともいわれる。
1700年頃になると、フランス軍に従軍する女性を明確にカテゴライズされるようになり、兵士の正式の妻がヴィヴァンディエールとして従軍するようになった。
フランス革命までは、食料、飲み物、煙草、かつら用の粉、紙、インクを兵士に販売する権利は、どの連隊でも8人の酒保商人兵士に限られており、これはアンシャン・レジーム下のヨーロッパに典型的な風習だった。しかし、酒保商人兵士は、軍事的な義務と同時に販売をこなすことは大変忙しかったため、結婚することが許可された。やがて酒保商人兵士の妻たちが、酒保提供を行うようになった。こうした酒保商人が必要とされたのは、兵站は飲食料供給をあまりしなかったためとされる。そのため、部隊で飲食料が不足した場合には陣営外で確保するしかなく、それは脱走のおそれもあった。酒保商人によって、陣地の部隊は脱走のチャンスを減らすことにもつながった。
1789年のフランス革命はフランス軍の改革を実施し、多くの将校は国外に追放されたりしたが、1792年のフランス革命戦争によりフランスがヨーロッパの君主国との戦争を開始すると、軍の形態は結局以前と同じだった。
しかし、秩序や規律は弛緩しており、また、娼婦や恋人といった女性が多く従軍していたため、食料も場所も嵩むようになった。
同時期には、革命的協和主義女性協会といったパリの政治集団が、女性の権利を男性と平等にするように要求していた。
1793年4月30日、軍から女性を除く法(Law to Rid the Armies of Useless Women)が国民公会で採決された。しかし、その後も洗濯女（laundresses, blanchisseuses）と女性酒保商人（ヴィヴァンディエール）だけは許可された。1793年、Canteen（カフェテリア）に因んでカンティネエール（Cantinière）という用語も使用されるようになり、フランス戦争省も1854年までヴィヴァンディエール、カンティネエールのいずれも使用した

### ナポレオン戦争
ナポレオン戦争によってヴィヴァンディエールの人数は増大するとともに、戦場での名誉を受けるようになった。戦火のなか負傷兵を看護したり、酒保で販売するほか、武器をとって戦闘に参加することもあった
ナポレオン・ボナパルトの敗北によって、フランス復古王政のブルボン朝は、ヴィヴァンディエールに対しても政治的忠誠を要求した。ヴィヴァンディエールは引き続きフランス軍に従軍し、1823年のスペイン出兵、1830年のアルジェリア侵略でも活躍した。アルジェリアでは自分たちの軍服をつくった。
シャルル10世の時代のフランス7月革命以降はカンティネエールという言い方が兵士間で使用された。

### フランス第二帝政
第二帝政時代には、カンティネエールはポピュラーなものとなり、フランス軍の偶像にもなった。ナポレオン3世はカンティネエールを増員し、カンティネエールはクリミア戦争、イタリア統一戦争、メキシコ出兵、コーチシナ戦争、普仏戦争にも参加した。
フランス第三共和政時代にはカンティネエールは姿を消し、兵站部に雇われた民間の労働者が酒保を担当し、制服は着用しなかった。こうした傾向は1875年以降、許可された女性酒保商人の人数が減っていくなか強まっていった。1890年、フランス戦争省は女性酒保商人の制服着用を禁止し、シンプルなグレーの一般市民の服を着ることを求めた。新しく制定された法律でも、女性酒保商人が作戦や敵への工作に参加し続けることは禁止された。こうして、かつて知られたカンティネエール、ヴィヴァンディエールの歴史的な役割は終わった。
1905年、フランス戦争省は最終的に、女性酒保商人の代わりに男性酒保商人を使用することを義務づけた。
1832年のベルギー侵攻の際は、女性酒保商人は、体にぴったりしたジャケット、ストライプのズボン、また幅が広いズボンのうえにスカートなど陣地の女性用軍服を着用した。縁のある帽子をかぶり、ブランデー樽を肩から背負った。
画家フランソワ・ヒポリット・ラライスの1859年の絵では、各連隊の色に合わせた制服を着用した。例えば、緑のジャケットやスカートに赤い襟章など、後には皇帝親衛隊竜騎兵のように赤いズボンを着用した

## スペイン
1870年代のスペイン内戦でもヴィヴァンディエールの記録が残っており、イラストレイテド・ロンドン・ニュースで出版された第2次リーフ戦争(スペイン・モロッコ戦争)時の写真集「セニョリータ・マルトス」(Senorita Asuncion Martos, Cantinera of the Talavera Battalion in Morocco)では、「ヴィヴァンディエールは現代の戦争でも必要な領分である」と書かれた。

## アメリカ

### アメリカ南北戦争

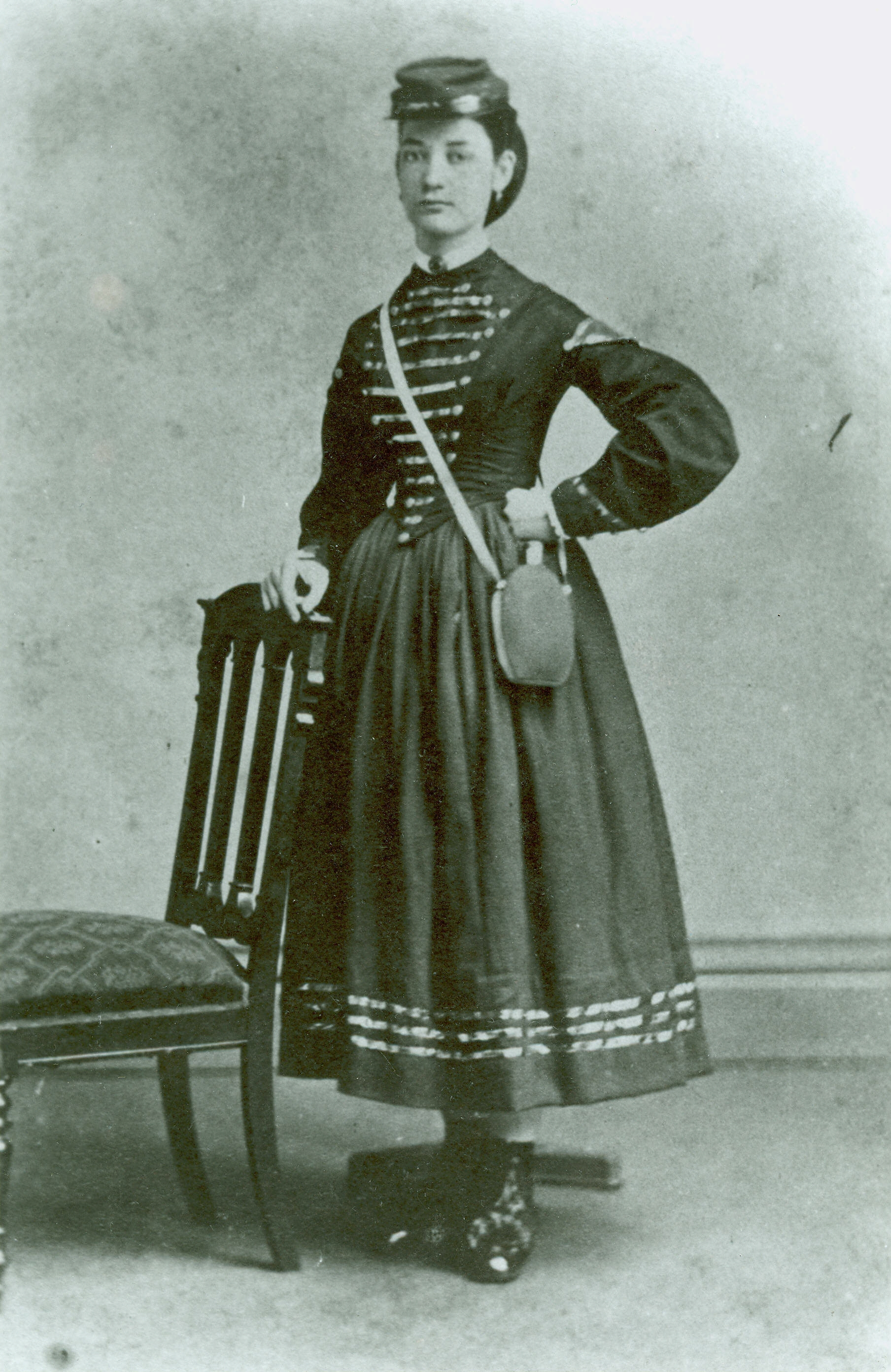
南北戦争中の女性酒保商人とみられる女性

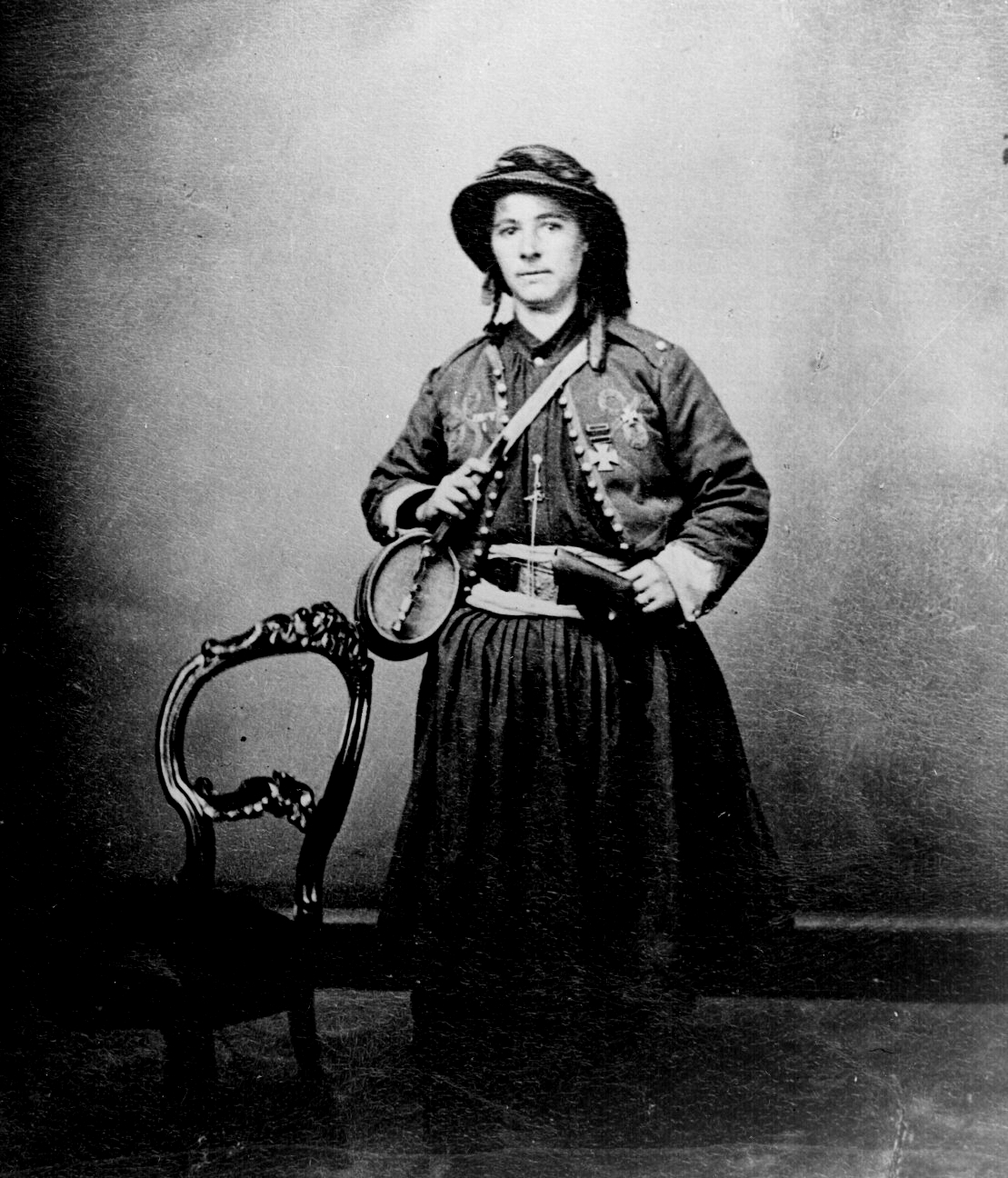
南北戦争時の第114ペンシルベニア歩兵隊のヴィヴァンディエールであったフランス系のメアリー・ティップ

クリミア戦争中、アメリカ合衆国旧陸軍省は三人のアメリカ陸軍将校を派遣し、ヨーロッパの戦争技術について観察した。帰国後、女性酒保商人（ヴィヴァンディエール）を取り入れ、南北戦争では多くの女性が南北両軍にヴィヴァンディエールとして参加した。

たとえば、デトロイトのアンナ・イーサーリッジは、1861年9月、19人の他の女性と第二ミシガン義勇歩兵連隊にヴィヴァンディエールとして参加した。イーサーリッジは、フィリップ・カーニー将軍に戦績をたたえられた。

## 関連作品
ヴィヴァンディエールは、オペラ、ミュージカル、絵画、ポストカードなど19世紀のポピュラー文化でも描かれた。ガエターノ・ドニゼッティの「連隊の娘」（1840年）を皮切りに、1844年のバレエ「ラ・ヴィヴァンディエール 」、ジュゼッペ・ヴェルディの「運命の力」(1862年）、ウィリアム・S・ギルバートの「ラ・ヴィヴァンディエール」（1867年）などにもヴィヴァンディエールが登場した